# Alice au pays des merveilles (jeu vidéo, 2010)
Pour les articles homonymes, voir Alice au pays des merveilles (homonymie).
Alice au pays des merveilles est un jeu vidéo d'action-aventure sorti en 2010 sur Wii, PC, Nintendo DS et Zeebo. Le jeu a été développé par Étranges Libellules et édité par Disney Interactive Studios. Il est basé sur le film Alice au pays des merveilles de Tim Burton.